# Eunica mygdonia
Eunica mygdonia är en fjärilsart som beskrevs av Jean Baptiste Godart 1823. Eunica mygdonia ingår i släktet Eunica och familjen praktfjärilar. Inga underarter finns listade i Catalogue of Life.

## Bildgalleri

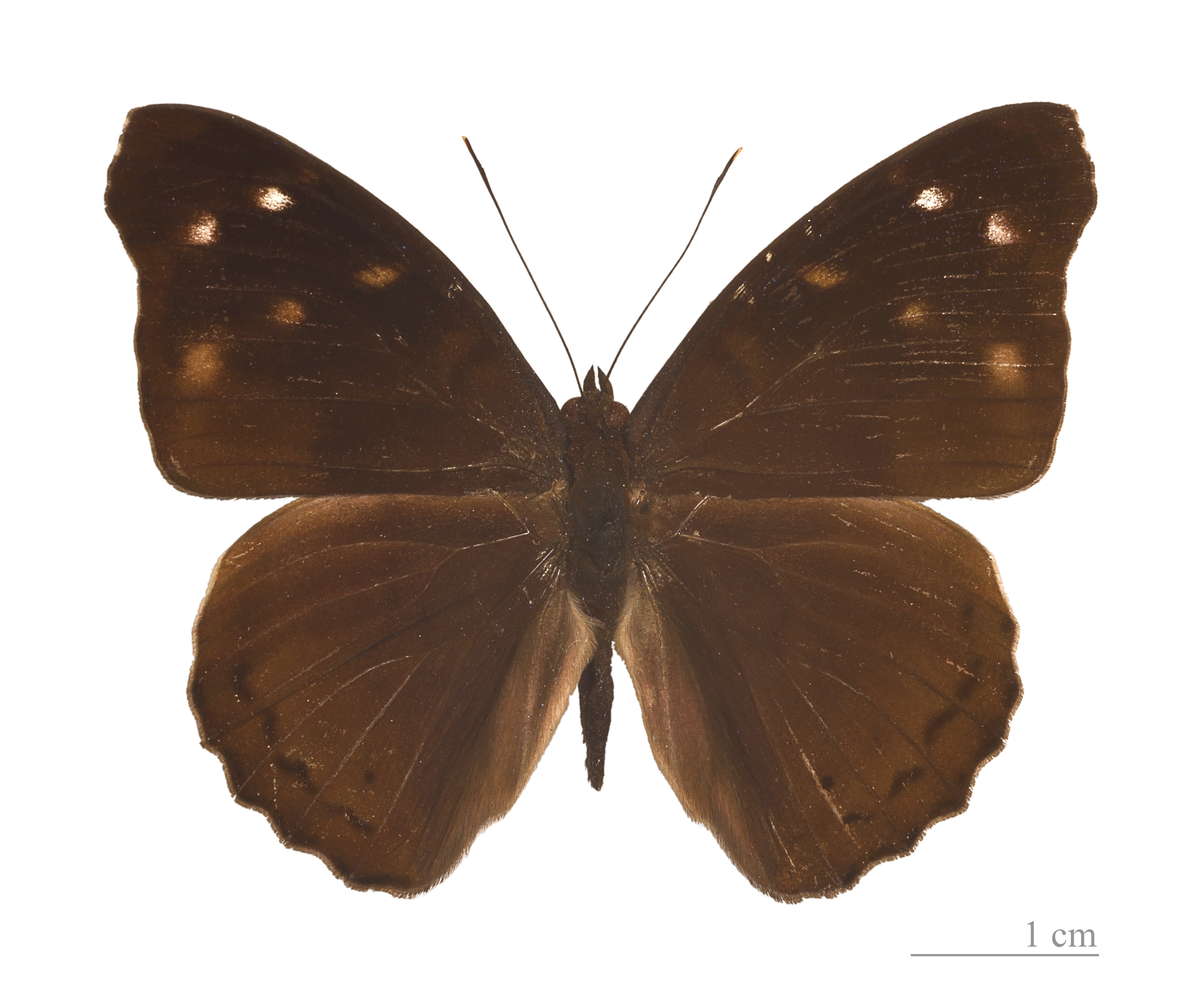
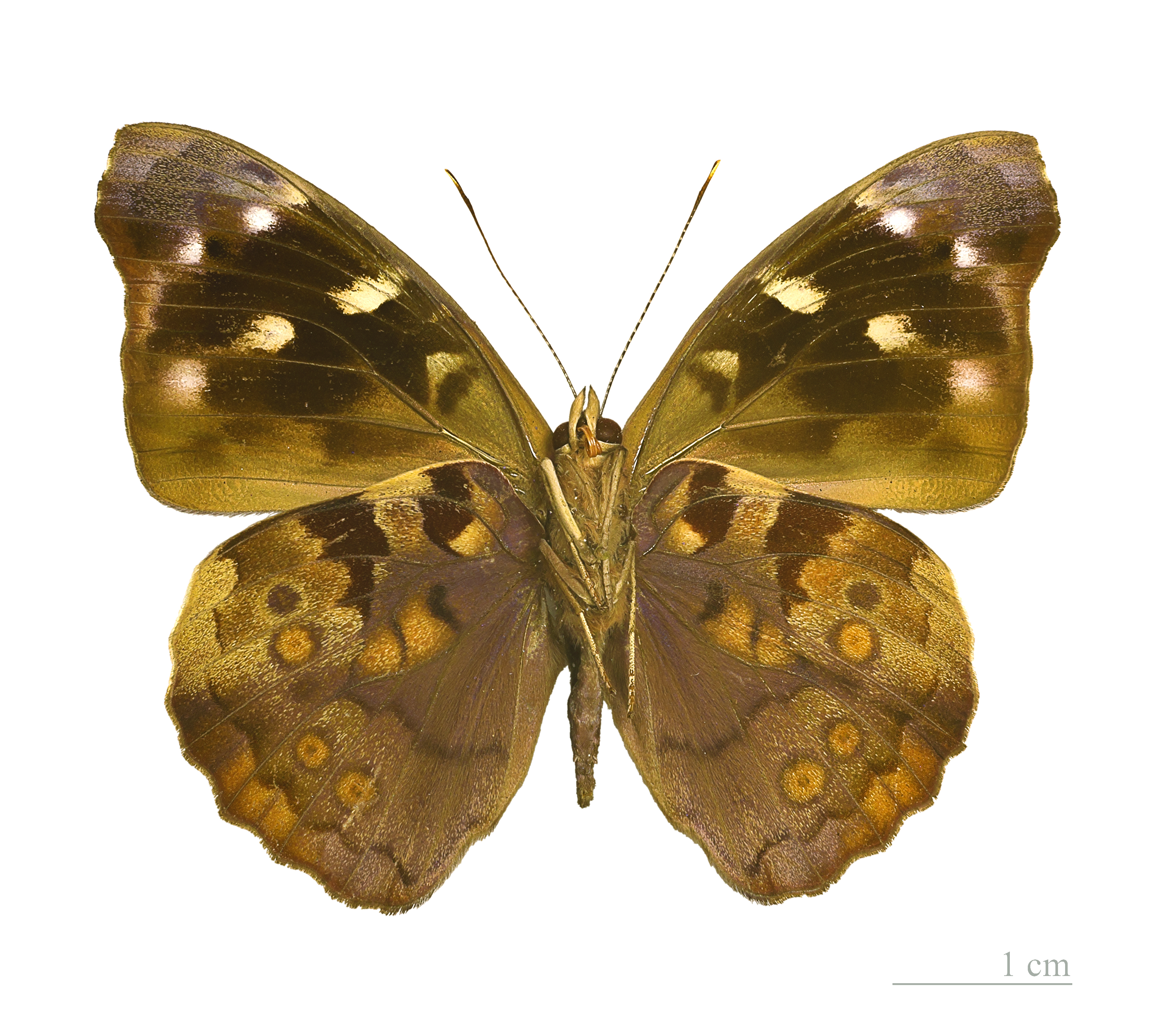
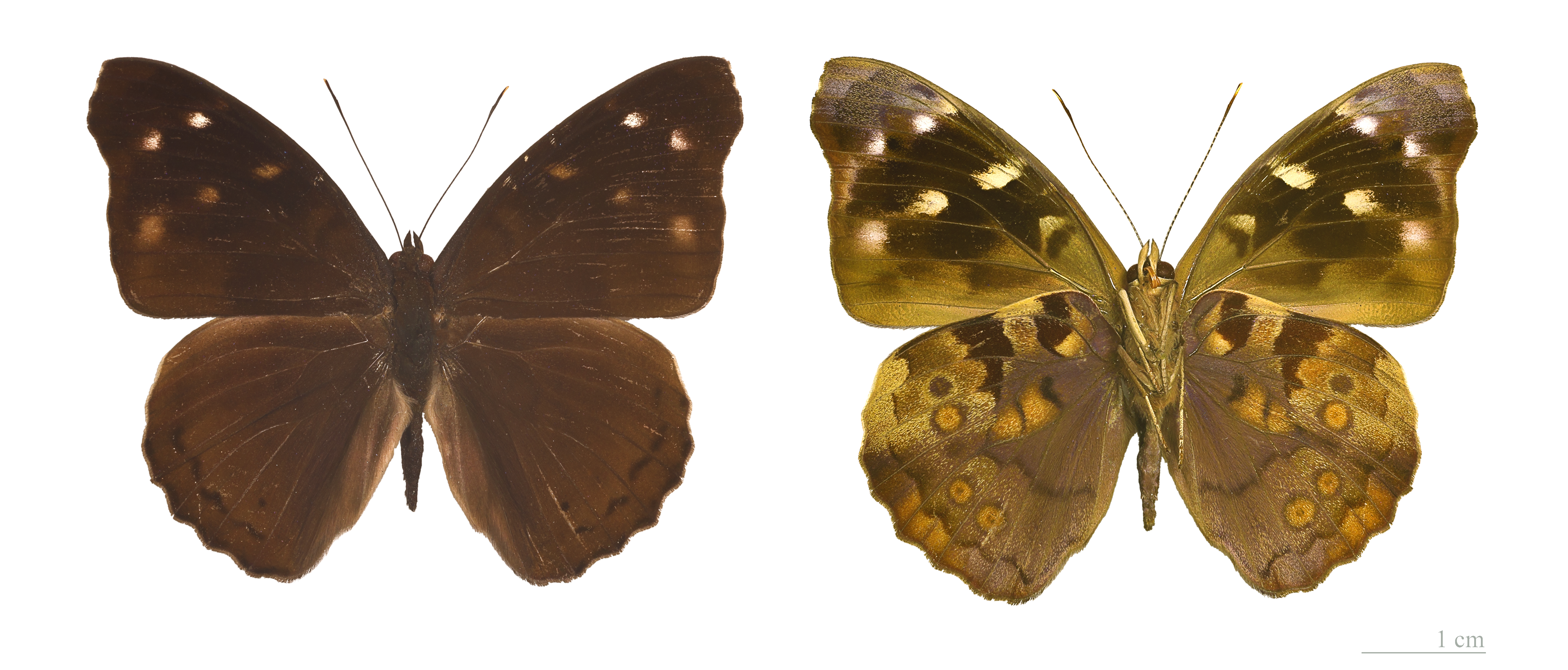